# Jaroslav Škarvan
Jaroslav Škarvan (* 3. April 1944 in Pilsen; † 21. Juni 2022) war ein tschechoslowakischer Handballtorwart.

## Karriere
Jaroslav Škarvan begann seine Karriere bei Škoda Plzeň und war später bei Dukla Prag aktiv, wo er fünfmal den nationalen Meistertitel gewann.
Mit der tschechoslowakischen Handballnationalmannschaft wurde er 1967 Weltmeister und 1970 WM-Siebter. Bei den Olympischen Spielen 1972 in München kam Škarvan in der Vorrunde zum Einsatz und gewann mit dem Team die Silbermedaille.